# ليزلي هاريس (كاتبة)
ليزلي هاريس (بالإنجليزية: Leslie Harris)‏ هي منتجة أفلام وكاتبة سيناريو ومخرجة أمريكية، ولدت في 1960 في كليفلاند في الولايات المتحدة.

## وصلات خارجية
- ليزلي هاريس على موقع IMDb (الإنجليزية)
- ليزلي هاريس على موقع أول موفي (الإنجليزية)
- ليزلي هاريس على موقع قاعدة بيانات الأفلام السويدية (السويدية)
- ليزلي هاريس على موقع قاعدة بيانات الفيلم (الإنجليزية)
- ليزلي هاريس على موقع كينوبويسك (الروسية)